# Ludwigseck (Erndtebrück)
Koordinaten: 50° 57′ N, 8° 15′ O

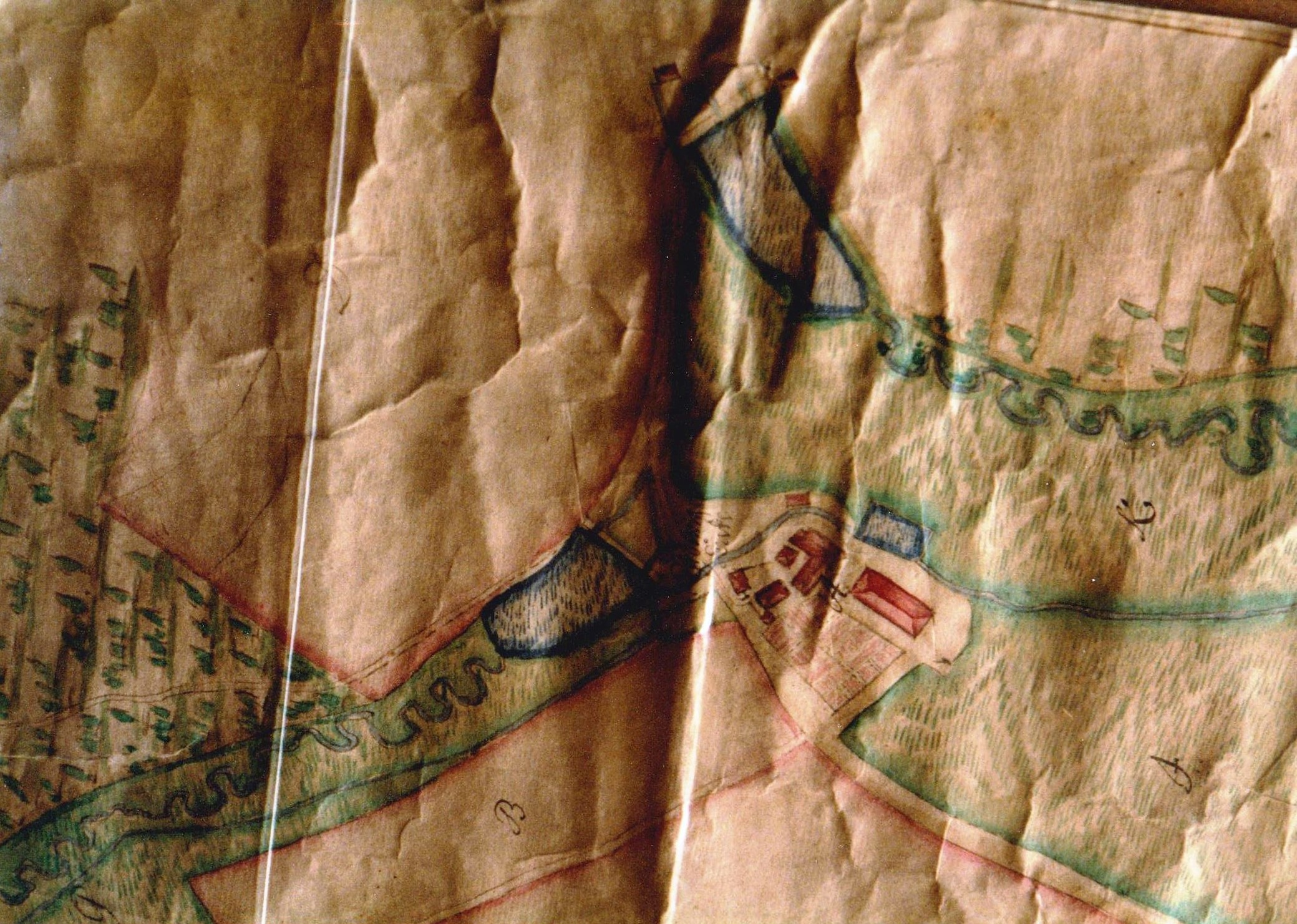
Gräfliche Forstkarte von 1739 mit Blick auf den Pachthof Ludwigseck. Links Weiherdamm der Seebach mit Sägemühle, rechts Hofweiher, oben (nördlich) Staudamm der Benfe für Hammerwerk.

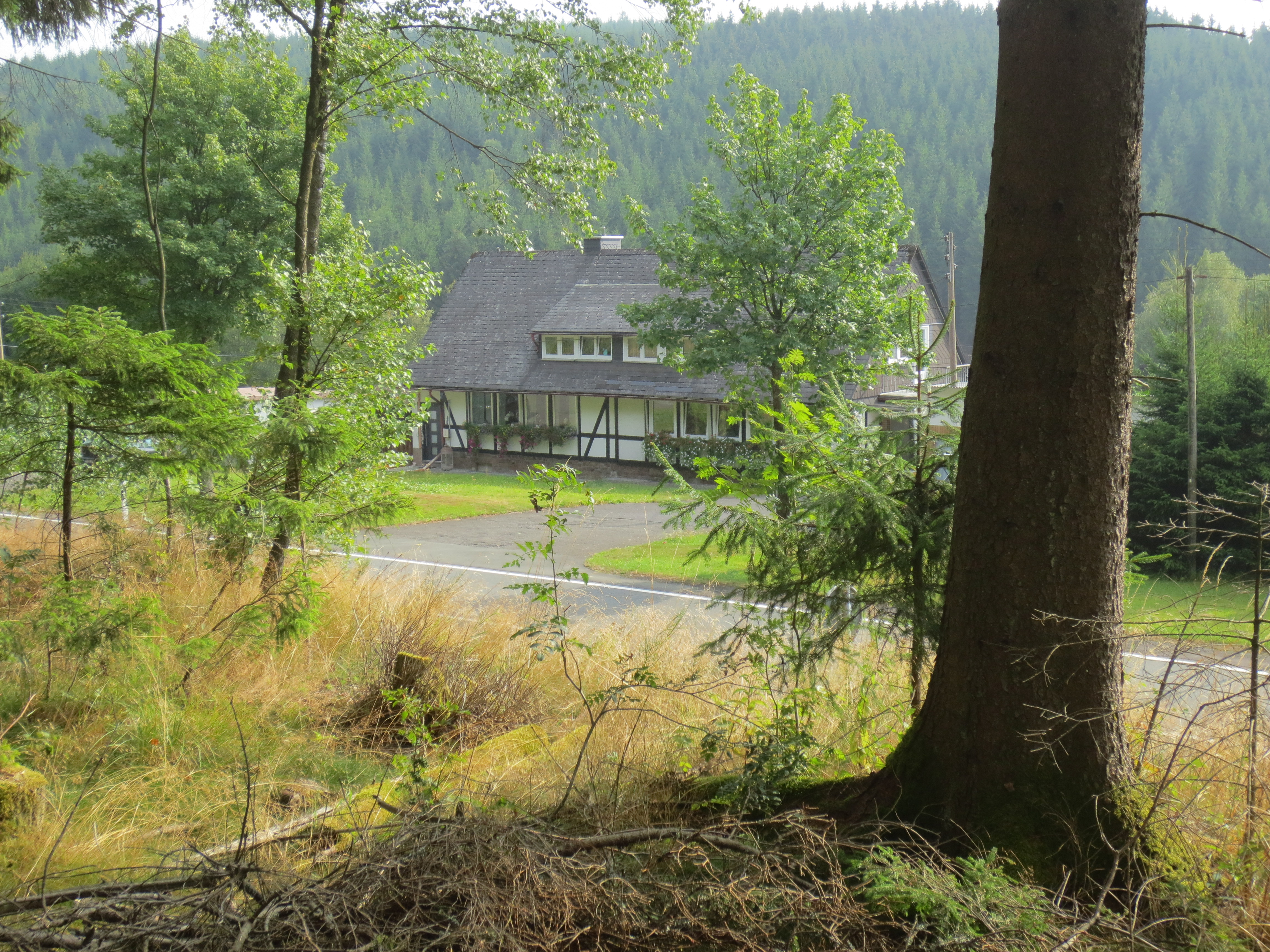
Doppelhaus in der Siedlung Ludwigseck.

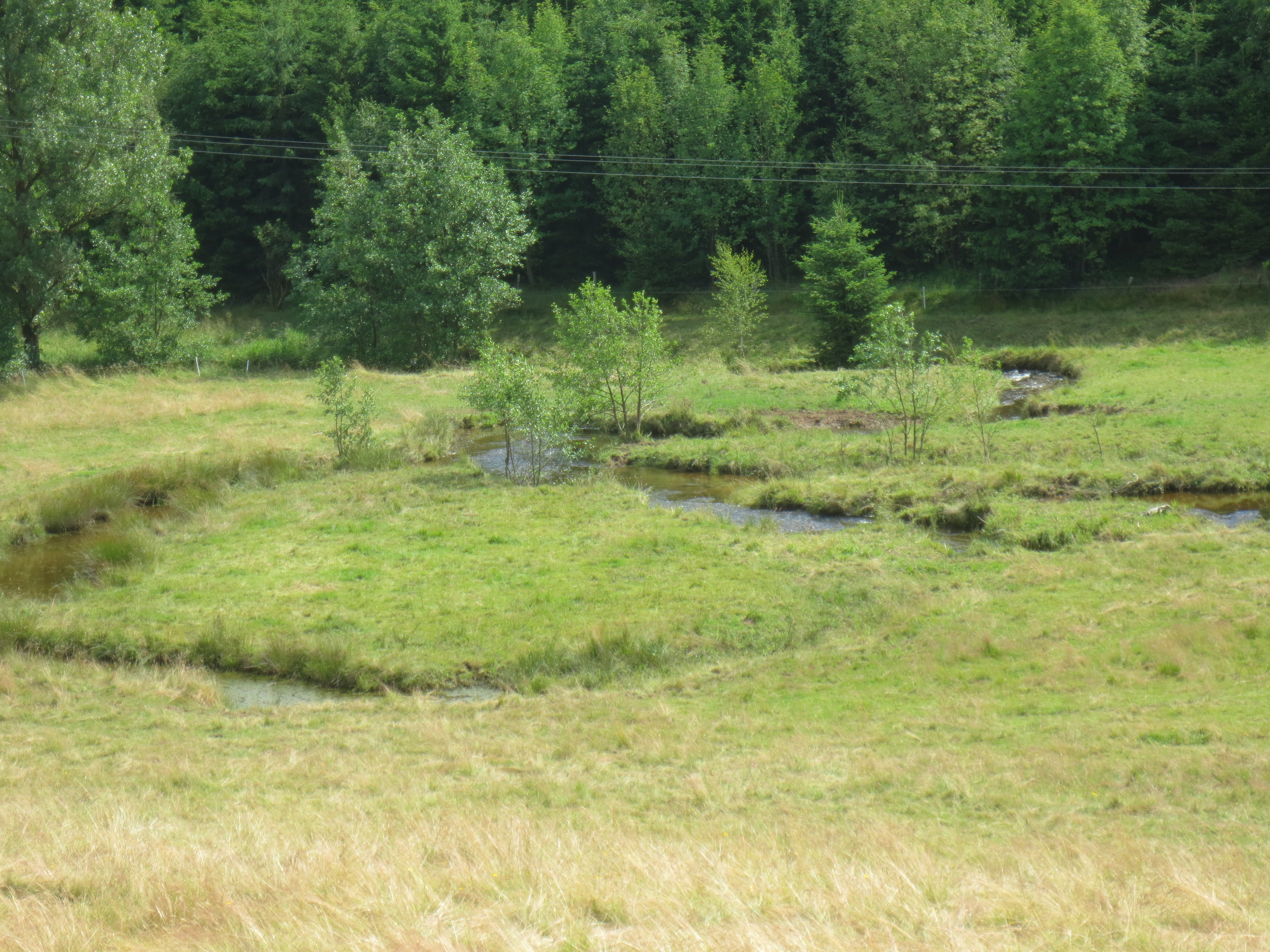
Landschaft in Ludwigseck

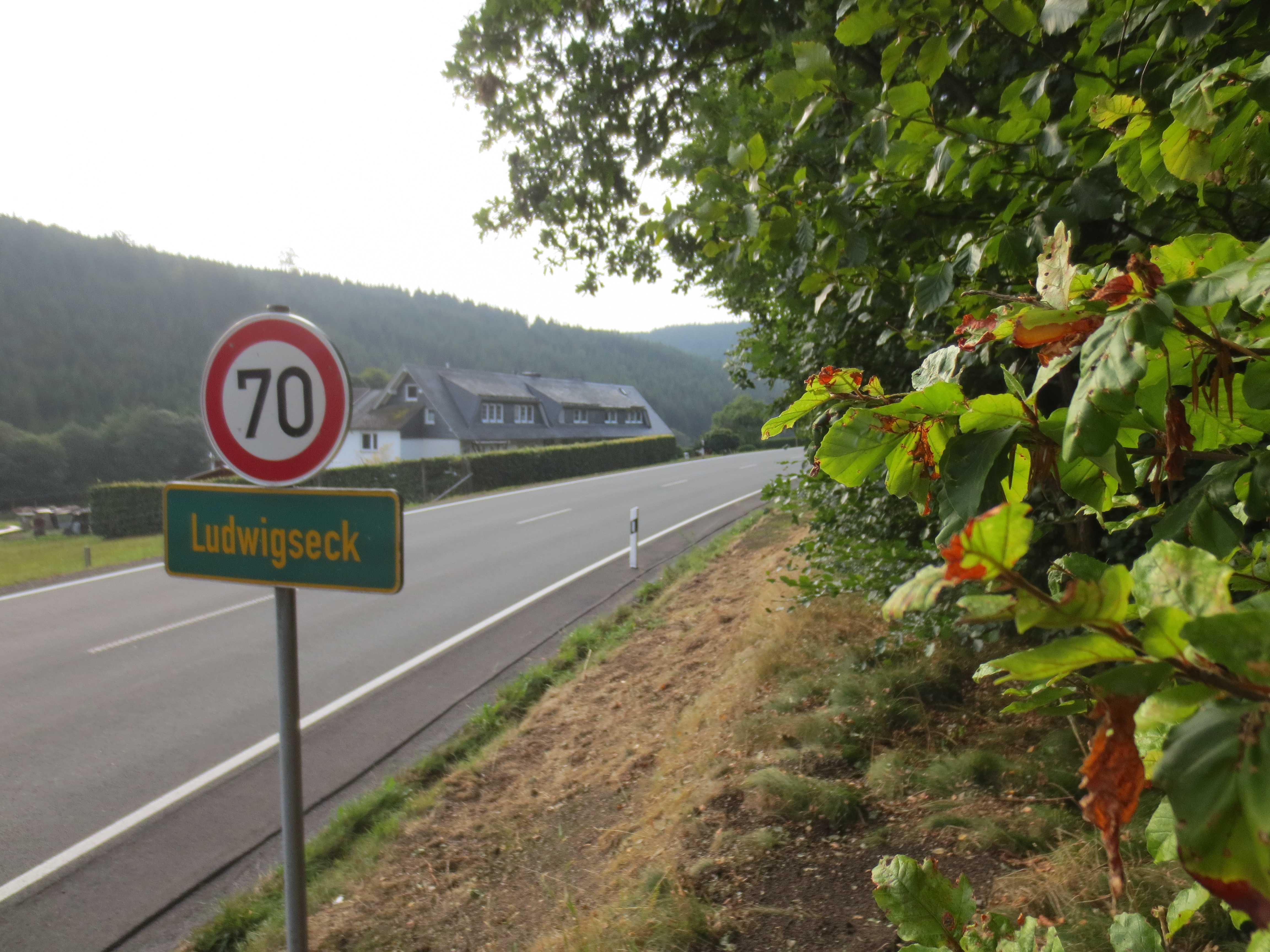
Ludwigseck, Untere Siedlung an der L 720, Fahrtrichtung Benfe

Ludwigseck ist eine Siedlung und ein gleichnamiger Straßenname im Ortsteil Benfe der Gemeinde Erndtebrück in Nordrhein-Westfalen.

## Geschichte
1467 belehnte Graf Georg von Wittgenstein zwei Männer mit Dorf und Wüstung Hackenbracht.
In der ältesten Kirchenrechnung von Erndtebrück wurde 1553 ein Hofmann zu Hackenbracht genannt. Hackenbracht wird heute dem Raum Ludwigseck zugeordnet. Im Jahr 1607 wurde erstmals der „Schneidemüller“, ein Sägewerk im Bereich des heutigen Ortsteils Ludwigseck, urkundlich belegt. In den Jahren 1613 bis 1621 erfolgte der weitere Ausbau des Hofes Hackenbracht. Um 1619 wurde der gräfliche Pachthof erstmals nach dem Landesherrn, Ludwig dem Jüngeren, Ludwigseck genannt.
Sogenannte Hofmänner verwalteten den Pachthof im Auftrag der gräflichen Regierung. 1682 fand der gräfliche Pachthof Ludwigseck wegen seiner großen Viehhaltung urkundliche Erwähnung. Ludwigseck war vor allem auch wegen seiner Nutzung als Jagdhaus bei den Grafen zu Wittgenstein geschätzt; der Hof war zudem ideale Zwischenstation der reisenden Herrschaften.

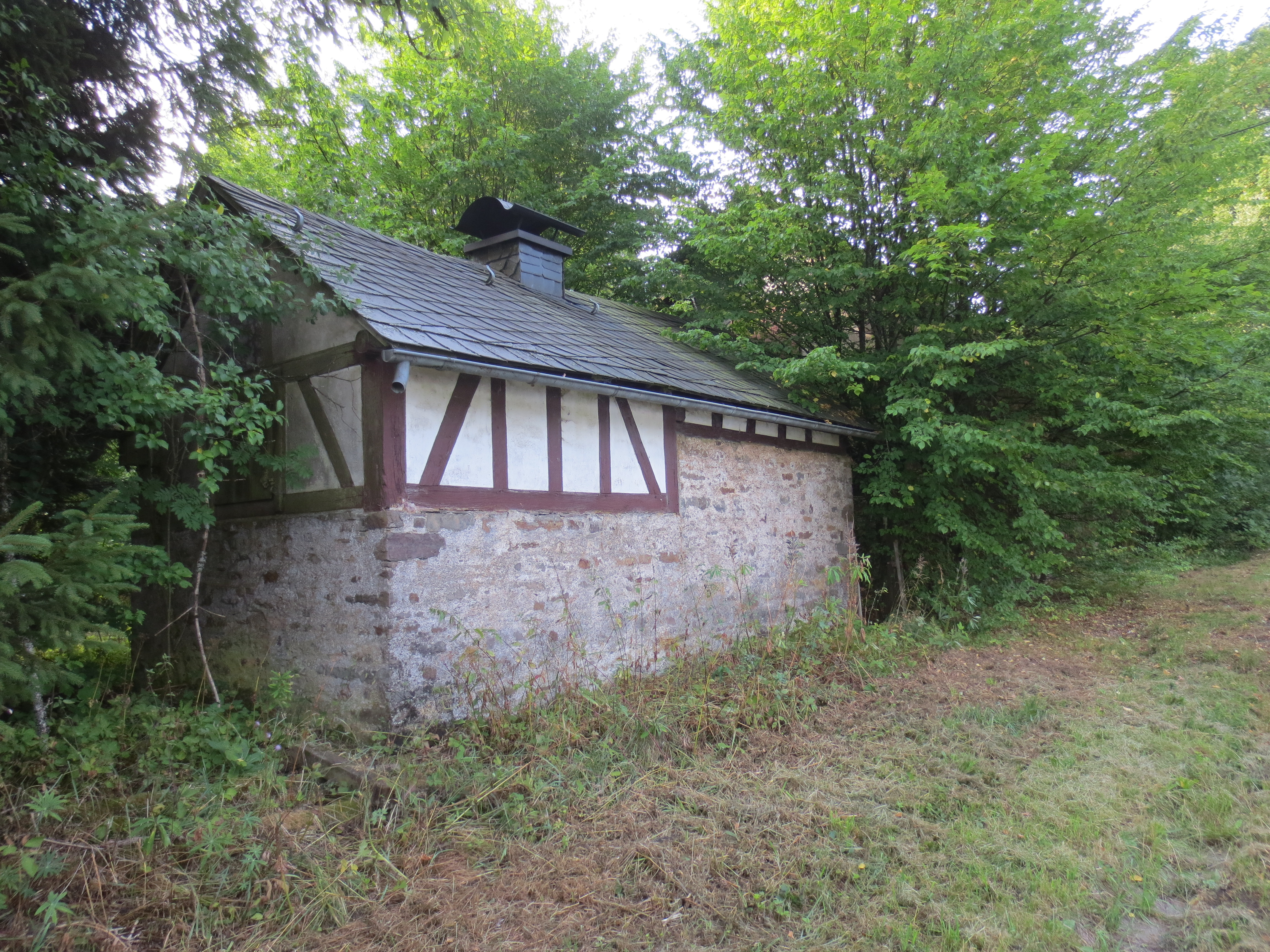
Altes Backhäuschen am Forsthaus Ludwigseck

1699 wurden der Hof Ludwigseck und die Schneidemühle an den Hüttenfaktor J. Reinhard Rollwagen, den Verwalter der Glashütte im oberen Lahntal, verpachtet. 1704 erfolgte die Pachterneuerung des großen Eisenhammers für J.R. Rollwagen. Die Gründung der beiden Eisenhämmer zu Ludwigseck gab vermutlich den Impuls zur Besiedlung des oberen Benfetales. Holzkohle zum Betrieb der beiden Hämmer wurde benötigt. Die ersten Köhler siedelten sich an; 1713 fand mit Johann Jost Hippenstiel der erste Benfer Siedler urkundliche Erwähnung. Im gleichen Jahr wurde der Hammerschmied Johannes Schürmann als Pächter von Ludwigseck genannt. Der erste Schürmannshof wurde von ihm später erbaut. 1739 brannte der kleine Eisenhammer in Ludwigseck mit einem, der große Hammer mit zwei Feuern. Ab 1744 fanden die Ludwigsecker Hämmer keine Erwähnung mehr, weil sie unrentabel geworden waren. Der Gebäudebestand in Ludwigseck war im 18. Jahrhundert nicht unerheblich: Am 11. September 1745 verpachtete Graf Friedrich dem Schweizer Mennoniten David Eckhard und seinem Mitpächter Christian Ewigsmann den Hof Ludwigseck für 8 Jahre. Zur Pacht gehörten das Wohn- und Viehhaus und zwei Scheunen. Ausgenommen von der Pacht waren das herrschaftliche Wohnhaus samt Keller, Küche und Pferdestall, die Schneidemühle, das Jägerhaus und das auf dem Weiherdamm stehende Hammerhaus. 1753 ließ Graf Friedrich ein neues herrschaftliches Wohnhaus in Ludwigseck errichten. Es hat dort keinen langen Bestand gehabt, denn bereits im Jahre 1787 wurde es auf Befehl seines Sohnes Johann Ludwig wieder abgebrochen und danach in Schwarzenau aufgestellt.
Etwa 1760 wurde das erste Kanongut (Frank) in Ludwigseck gebaut. Eindeutiger ist die Gründung des zweiten Kanongutes, des Wiedschen Hofes, durch den vorhandenen Kanonbrief vom 26. Januar 1785 belegt.
Ludwigseck blieb noch bis 1854 Pachthof. 1819 gehörte Ludwigseck zum Schultheißenbezirk Erndtebrück. Hier standen vier Häuser, es lebten dort 43 Einwohner (32 ev. ref., 11 Mennoniten). Danach ist die Bevölkerung in Ludwigseck im Wesentlichen rückläufig. Um 1900 fanden nur noch neun Einwohner Erwähnung. Hierbei dürfte es sich nur noch um die Bewohner der beiden Höfe sowie des Forsthauses Ludwigseck gehandelt haben. Ludwigseck gehörte im Amt Erndtebrück zur Gemeinde Benfe. Das Leben in Ludwigseck verlief wieder in beschaulicheren Bahnen, die Zeit der großen Veränderungen im mittleren Benfetal war zunächst einmal vorbei. Sie begann erst wieder mit der neuen Siedlungsgeschichte in der zweiten Hälfte des 20. Jahrhunderts.

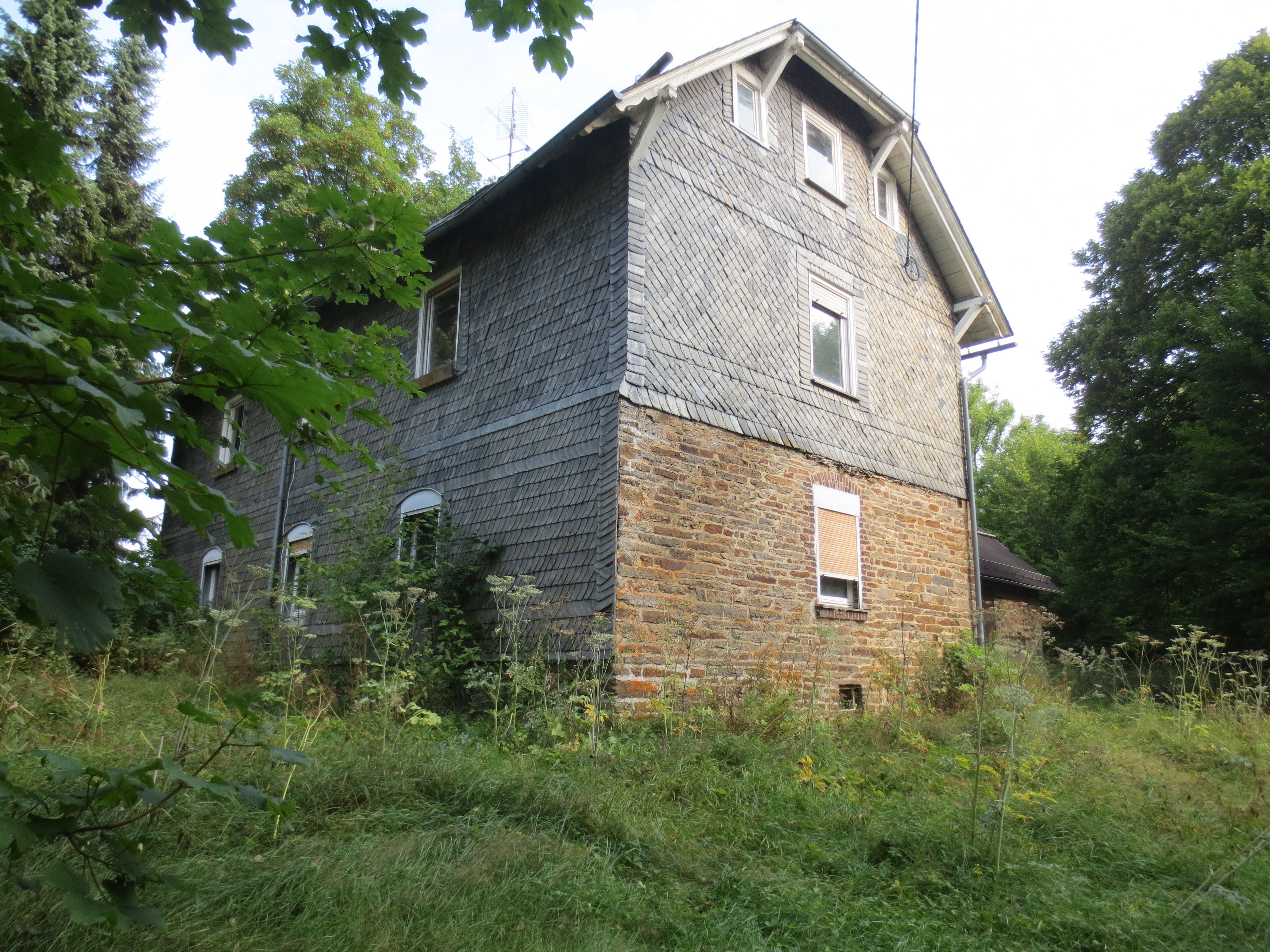
Ludwigseck, verlassenes Forsthaus im Benfetal.

### Anlass der neuen Siedlung
Diese letzte bemerkenswerte Siedlungsgeschichte von Ludwigseck hatte ihren Ursprung in der Vertreibung und Ausweisung von Menschen aus den deutschen Ostgebieten.

### Die Ausgangssituation in Benfe und Ludwigseck
Die Vertreibung aus der alten Heimat im Osten führte zwangsläufig zu einer enormen Bevölkerungsverschiebung nach Westen. Eine Aufnahme in die bevölkerungsstarken Industriezentren war fast unmöglich, da neben den Fabriken auch ein Großteil der Wohnungen zerstört war. Die Vertriebenen waren daher in den Jahren 1945/46 im Wege der Aufnahme überwiegend in landwirtschaftlich geprägte Gebiete gelenkt worden; hierzu war auch Wittgenstein zu zählen. Auch auf dem Lande in Wittgenstein herrschte noch große Wohnungsnot, in vielen Häusern waren wegen des Luftkrieges evakuierte Familien von Rhein und Ruhr untergebracht.
Die große Anzahl neu hinzukommender Flüchtlinge und Vertriebener aus den deutschen Ostgebieten bewirkte eine weitere Verknappung des Wohnraumes. Die Bevölkerung Wittgensteins wuchs erheblich. Die Neuankömmlinge wurden zunächst einigermaßen gleichmäßig auf alle Wittgensteiner Dörfer verteilt. Auch in Benfe und Ludwigseck nahm die Bevölkerung durch Zuweisungen ganz erheblich zu. Der Bau kleiner Behelfsheime in Benfe und Ludwigseck linderte die Wohnungsnot nur unerheblich. Mit der Zunahme der Bevölkerung wurde der vorhandene Wohnraum immer knapper. So musste auch in Benfe wie in anderen Orten eine „Wohnungskommission“ eingerichtet werden, die für eine sachgerechte Verteilung der Neuankömmlinge im Dorf zuständig war.
Der Zustrom neuer Einwohner bewirkte auch, dass in der Zeit vom 10. November 1947 bis zum 30. November 1953 insgesamt 100 Personen, (Einheimische, Flüchtlinge und Vertriebene) das Dorf wieder verließen.
Das Einwohnermeldeamt in Erndtebrück erwähnt in einem Einwohnerzahlenvergleich für die Gemeinde Benfe folgende Zuwächse, wobei die Bezeichnungen wörtlich übernommen werden:
| Stichtag         | Einheimische | Flüchtlinge                  | Gesamtzahl |
| ---------------- | ------------ | ---------------------------- | ---------- |
| 11. Oktober 1947 | 220          | 54 Flüchtlinge (19 %)        | 274        |
| 1. April 1953    | 239          | 60 Ostvertriebene (20,06 %)  | 299        |
| 31. Mai 1956     | 265          | 157 Vertriebene pp. (37,2 %) | 422        |

Der prozentuale Anteil der Vertriebenen in Benfe wuchs weiter und verdoppelte sich fast innerhalb von neun Jahren.
Der Anteil von 37,2 % Vertriebenen am 31. Mai 1956 indiziert, dass man bereits neuen Wohnraum geschaffen hatte, denn diese Zuwächse wären kaum in den wenigen Benfer Häusern zu verkraften gewesen.

### Siedlungsmotor Deutsche Bauernsiedlung
Mit dem „Gesetz über die Durchführung der Bodenreform und Siedlung in Nordrhein-Westfalen“ vom 16. Mai 1949 bezweckte man die Schaffung neuen Siedlungsraumes durch Verkauf oder Enteignung größerer Landflächen. In Wittgenstein waren als Großgrundbesitzer die beiden Fürstenhäuser in Berleburg und Laasphe von diesem Gesetz betroffen.
Die damalige englische Besatzungsmacht hatte mit Hilfe von deutschen Kriegsgefangenen auch im Raum Benfe große Fichtenaltbestände abgeholzt. Dies begünstigte die Entscheidung zur Landabgabe. Die fürstliche Verwaltung in Laasphe verkaufte einen Teil dieser brachliegenden Flächen an den Träger des staatlich geförderten Siedlungsvorhabens, die Deutsche Bauernsiedlung GmbH in Düsseldorf. Dieses als gemeinnützig geltende Siedlungsunternehmen hatte im damaligen Kreis Wittgenstein den Auftrag zum Bau von zwei Siedlungen erhalten. Röspe und Ludwigseck wurden als Standorte der beiden Siedlungen ausgesucht.
Diese Siedlungen wurden bewusst für landwirtschaftliche Nebenerwerbsstellen eingerichtet, um ehemaligen Landwirten aus deutschen Ostgebieten eine Existenzgrundlage zu bieten.

### Das Siedlungskonzept für Ludwigseck
Wann die konkreten Planungen für die Siedlung in Ludwigseck begannen, lässt sich nicht mehr feststellen. Es ist jedoch zu vermuten, dass sie ähnlich wie in Röspe ab Anfang 1952 begannen.
Für Ludwigseck wurden zehn Doppelhäuser vorgesehen, insgesamt sollten also 20 Siedlerstellen geschaffen werden. Die Grundstücksgröße der Siedlerstellen war unterschiedlich, die Flächen reichten von zwei Morgen bis zu 2,5 Hektar. Alle Siedlerstellen waren für einen landwirtschaftlichen Nebenerwerb konzipiert. Die Überlassung der Siedlerstelle wurde vom Besitz eines sogenannten „Siedlereignungsscheines“ abhängig gemacht. Hierfür konnten sich ehemalige Landwirte aus den deutschen Ostgebieten bewerben. Die Ludwigsecker Neusiedler zogen aus umliegenden Ortschaften Wittgensteins wie Raumland, Sassenhausen, Wemlighausen und Richstein, wo sie eine erste Bleibe gefunden hatten, zu ihrem neuen Hof. Der Bezug der Häuser begann bereits im September 1953, also deutlich vor den Rösper Siedlern.